# Griffith 400
Der Griffith 400 ist ein zweisitziger Sportwagen, den Grantura Engineering bzw. TVR Engineering in Großbritannien zusammen mit Griffith Motors in den USA herstellte. Das auf dem TVR Grantura basierende Modell war für den nordamerikanischen Markt bestimmt, auf dem es mit ähnlich konzipierten Sportwagen AC Cobra konkurrieren sollte. Hier löste der Griffith 400 den Griffith 200 ab, von dem er sich vor allem durch eine geänderte Karosserie unterschied. Eine für den britischen Markt bestimmte Version wurde unter Marke TVR als TVR Griffith 200 verkauft.

## Entstehungsgeschichte
Die Entwicklung des Griffith 400 geht ebenso wie die des Vorgängermodells Griffith 200 auf die US-amerikanischen Autohändler Jack Griffith und Dick Monnich zurück. Monnich war seit 1961 der Nordamerika-Importeur der britischen TVR-Grantura-Coupés, die ab 1959 in Blackpool von TVR Cars bzw. Grantura Engineering produziert wurden. Während die Grantura werksseitig mit Vierzylindermotoren von BMC, Coventry Climax oder Ford of Britain ausgestattet waren, baute Griffith US-amerikanische Achtzylindermotoren mit 4,7 Litern Hubraum von Ford in die äußerlich unveränderten Fahrzeuge ein. Das als Griffith 200 bezeichnete Modell erschien 1963 und konkurrierte auf dem nordamerikanischen Markt mit dem von Carroll Shelby entwickelten AC Cobra, dem ein vergleichbares Konzept zugrunde lag. Bis Ende 1964 entstanden insgesamt etwa 190 Fahrzeuge für den US-amerikanischen Markt.
Im November 1964 löste TVR in Großbritannien den bisherigen Grantura Mark III durch den 1800 S ab, der bei weitgehend unveränderter Technik eine neu gestaltete Heckpartie hatte. Griffith übernahm das neue TVR-Modell für den nordamerikanischen Markt und rüstete auch diese Version mit den großen Ford-Achtzylindermotoren aus. Das neue Coupé erhielt in den USA die Bezeichnung Griffith 400. Es war nur ein Jahr lang erhältlich. In der zweiten Hälfte des Jahres 1965 kam es an der amerikanischen Ostküste zu längeren Streiks der Hafenarbeiter, die den mit Schiffen abgewickelten Handel zeitweise zum Erliegen brachten. Die aus Blackpool in die USA geschickten 1800 S-Coupés konnten die Häfen nicht verlassen, sodass Griffith Motors faktisch keine Fahrzeuge mehr erhielt. Griffith bezahlte in der Folgezeit seinen britischen Lieferanten nicht mehr, sodass für Grantura Engineering eine zentrale Einnahmequelle wegbrach. Im September 1965 war Grantura Engineering zahlungsunfähig und wurde liquidiert.
Nachdem Martin Lilley im November 1965 die Produktionsrechte übernommen und die Fertigung des 1800 S mit dem neu gegründeten Unternehmen TVR Engineering wieder aufgenommen hatte, entstanden noch einige wenige Achtzylinder-Sportwagen im Stil des Griffith 400. Sie waren in erster Linie für den britischen Markt bestimmt. Einzelne Exemplare dürften auch in die USA gelangt sein. Im Januar 1967 erschien das Nachfolgemodell Tuscan V8, das TVR in den USA ohne Beteiligung von Jack Griffith selbst vermarktete. Griffith Motors konzentrierte sich stattdessen auf den Griffith 600, einen in Zusammenarbeit mit Frank Reisner und Intermeccanica in Turin entwickelten Sportwagen mit Stahlkarosserie, der keine technische Verwandtschaft zu TVR-Modellen hatte.

## Modellbeschreibung

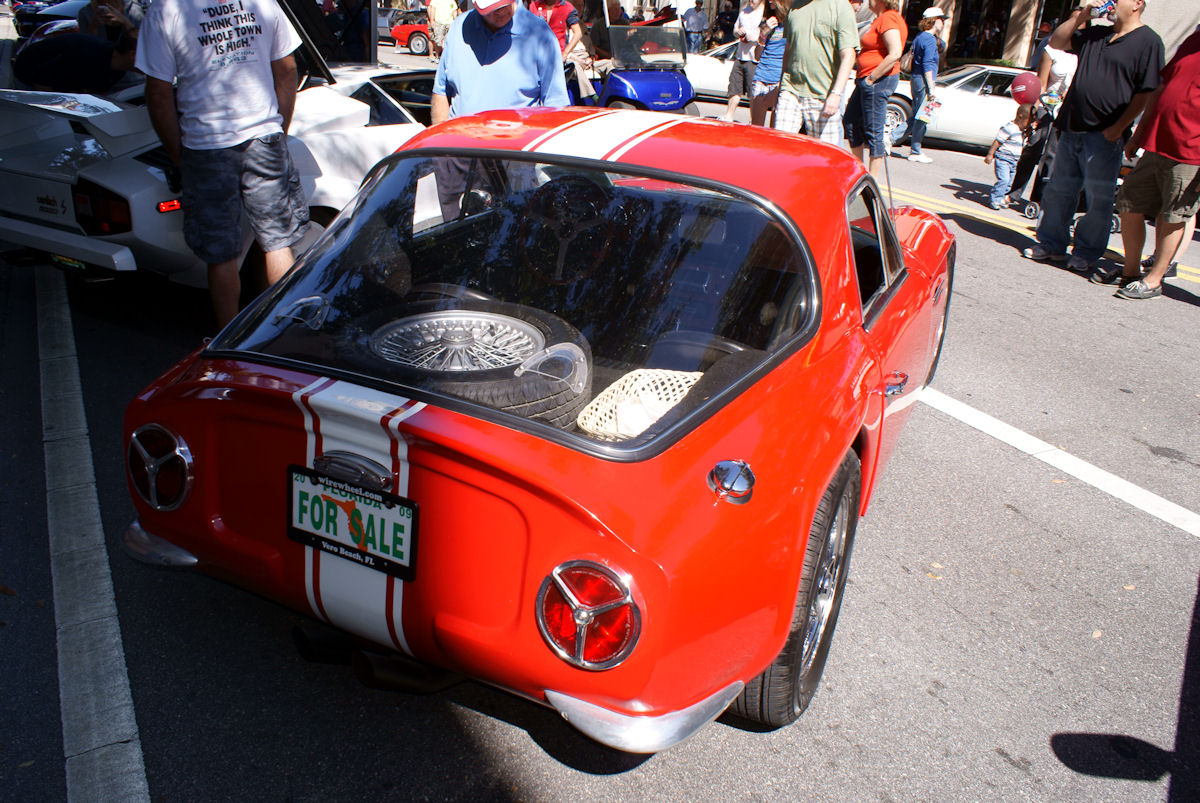
Griffith 400 mit Manx-Heck und Ban-The-Bomb-Rücklichtern

Der Griffith 400 hat die serienmäßige Karosserie des TVR 1800 S aus glasfaserverstärktem Kunststoff (GFK). Sie unterscheidet sich von der der älteren Grantura-Modelle und auch der des Griffith 200 vor allem in der Gestaltung der Heckpartie. Anstelle des bisherigen rundlichen Hecks mit den angedeuteten Flügeln hat das Auto ein Kammheck mit einer Abrisskante am oberen Ende des Abschlusses. Das kurze und abgeschnitten wirkende Heck dieses Modells wird unter Bezugnahme auf die schwanzlose Katzenrasse Manx im britischen Sprachraum Manx Tail genannt. Neu waren auch die runden einteiligen Rückleuchten vom Ford Cortina, die in Großbritannien nach dem Logo der britischen Friedensinitiative „Campaign for Nuclear Disarmament“ scherzhaft Ban The Bomb Lights genannt werden. Weitere Änderungen betreffen die hintere Panoramascheibe, die nun größer ist, und die seitlichen Ausbuchtungen über dem hinteren Radausschnitt. In technischer Hinsicht hat der Griffith 400 ein gegenüber dem Vorgänger verbessertes Kühlsystem mit einem größeren Kühler und zwei elektrischen Ventilatoren.
Als Antrieb hat der Griffith 400 einen Achtzylindermotor der Baureihe Ford Windsor 289 mit 4727 cm³ (289 Kubikzoll) Hubraum. Die Motoren des 400 entsprachen denen des Griffith 200. Sie leisteten wahlweise 195 bhp (145 kW) bei 4400 Umdrehungen pro Minute oder als HiPo (High Power) 271 bhp (202 kW) bei 6500 Umdrehungen pro Minute. Wie schon einige späte Exemplare des Griffith 200, war der Griffith 400 mit Differenzialgetrieben von Salisbury ausgestattet, die für den Jaguar E-Type bestimmt waren; einige Autos erhielten auch Differenzialgetriebe der Chevrolet Corvette C2. Dafür waren weitere Änderungen am Fahrwerk und am Rahmen nötig. Weil das Salisbury-Differential länger übersetzt war als das im Griffith 200 vorgesehene Achsgetriebe von BMC, brauchte der 400 geringfügig länger für die Beschleunigung von 0 auf 96 mph. Allerdings war die Endgeschwindigkeit höher.

## Produktion und Preise
Bis zum Herbst 1965 entstanden 59 Exemplaren des Griffith 400. Danach wurde die Griffith-Fabrik in Plainview, Long Island, New York geschlossen. Der Verkaufspreis des Griffith 200 lag 1965 in den USA bei 4995 US-$.

## Die britische Version: TVR Griffith 200

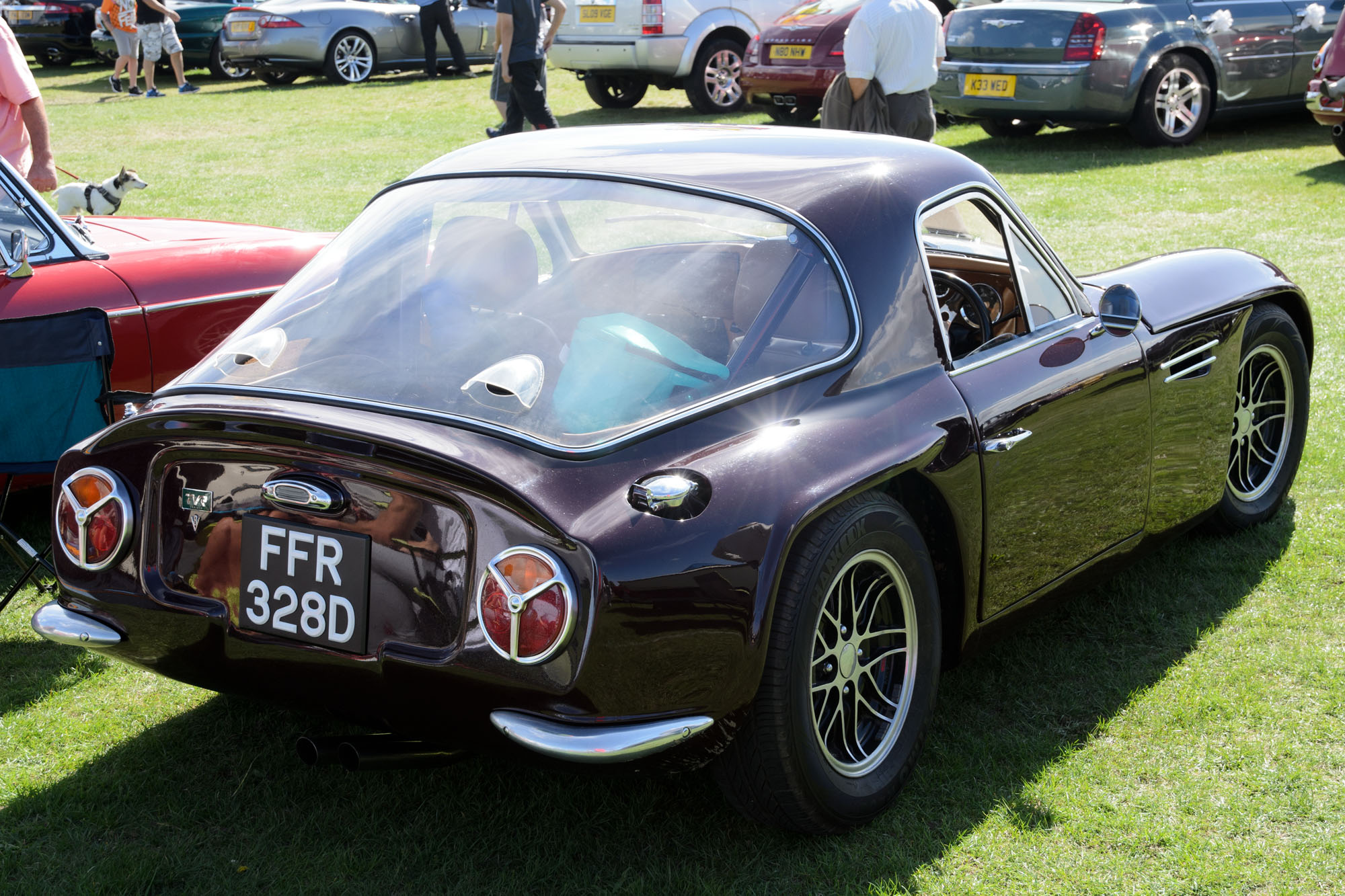
Mit Manx-Heck: britischer TVR Griffith 200, 2. Serie; baugleich mit dem US-amerikanischen Griffith 400

Während Griffith Motors die für Nordamerika bestimmten Sportwagen in den USA komplettierte, stellten Grantura Engineering bzw. TVR Engineering in Blackpool einige technisch identische Fahrzeuge für den britischen Markt her. Die britischen Versionen des Griffith 400 wurden dort als TVR Griffith 200 (mit dem Zusatz TVR) vermarktet. Einen britischen TVR Griffith 400 (mit Markenzusatz TVR) gibt es daher nicht. Der Produktionsumfang ist gering; einige Quellen gehen von etwa 10 britischen Exemplaren aus.